# コンスチトゥーツィヤ (小惑星)
コンスチトゥーツィヤ (2008 Konstitutsiya) は小惑星帯外縁に位置する小惑星。ロシアの女性天文学者リュドミーラ・チェルヌイフが発見した。
名前は「憲法」を意味するロシア語 (Конституция) に由来し、1977年10月にスターリン憲法（1936年制定）を修正する新憲法（ブレジネフ憲法）が発効したのを記念して命名された。